# بوينا فيستا (مقاطعة بورتج)
بوينا فيستا، مقاطعة بورتج (بالإنجليزية: Buena Vista, Portage County, Wisconsin)‏ هي بلدة تقع بولاية ويسكونسن في الولايات المتحدة. تبلغ مساحتها 158.9 (كم²)، وترتفع عن سطح البحر 342 م، بلغ عدد سكانها 1187 نسمة في عام 2000 حسب إحصاء مكتب تعداد الولايات المتحدة وتصل الكثافة السكانية فيها 7.5 نسمة/كم2.

## وصلات خارجية
- The US50 - Cities and Towns in Wisconsin State
- Wisconsin Cities and Towns, Facts, Map, Flag, Colleges, Government, and More